# 普斯陶科瓦奇
普斯陶科瓦奇，是匈牙利绍莫吉州所辖的一个村。总面积43.38平方公里，总人口827，人口密度19.1人/平方公里（2011年1月1日）。